# ラヴスタイリスト
『ラヴスタイリスト』（原題：愛情魔髪師）は台湾のテレビドラマ。
2006年に台湾の台湾電視公司で放送された。日本では2007年9月12日から2008年5月21日までBS日テレで放送された。
台湾の人気グループ183CLUBのメンバーが出演。国際的ヘアサロンを舞台にしたラブストーリー。

## エピソード・サブタイトル
全34話
| 各話   | サブタイトル                 | 放送日         |
| ------ | ---------------------------- | -------------- |
| 第1話  | 美しさの代償                 | 2007年9月12日  |
| 第2話  | 死んでも きれいになりたい    | 2007年9月19日  |
| 第3話  | ネオ・イメージで夢をかなえて | 2007年9月26日  |
| 第4話  | 超完ぺきな罰ゲーム計画       | 2007年10月3日  |
| 第5話  | 賭けとは想像がつかぬもの     | 2007年10月10日 |
| 第6話  | ローイ 俺は君を選ぶ          | 2007年10月17日 |
| 第7話  | いま開く 成功への扉          | 2007年10月24日 |
| 第8話  | 君を正式に採用したい         | 2007年10月31日 |
| 第9話  | 大当たりの占いメール         | 2007年11月7日  |
| 第10話 | はじめて知った恋の味         | 2007年11月14日 |
| 第11話 | キャラメルラテの後味         | 2007年11月21日 |
| 第12話 | ウソから生まれた幸せ         | 2007年11月28日 |
| 第13話 | 晴れた日をあなたに           | 2007年12月5日  |
| 第14話 | たしかに君を好きになった     | 2007年12月12日 |
| 第15話 | イカには やっぱりワサビ?     | 2007年12月19日 |
| 第16話 | 悩んでいるフリはやめて       | 2007年12月26日 |
| 第17話 | 複雑になり始めた気持ち       | 2008年1月9日   |
| 第18話 | 信頼と裏切り                 | 2008年1月16日  |
| 第19話 | 24時間の挑戦                 | 2008年1月23日  |
| 第20話 | すべてを受け入れるのが愛     | 2008年1月30日  |
| 第21話 | 30分のすれ違い               | 2008年2月6日   |
| 第22話 | 香港から来たお騒がせ者       | 2008年2月13日  |
| 第23話 | 遅くなった答え               | 2008年2月20日  |
| 第24話 | 幸せへの障害                 | 2008年2月27日  |
| 第25話 | 難しい問題                   | 2008年3月5日   |
| 第26話 | 抑えきれない思い             | 2008年3月12日  |
| 第27話 | 通じ合わない心               | 2008年3月19日  |
| 第28話 | 君の明日にかかわらない       | 2008年3月26日  |
| 第29話 | やっと気づいたこと           | 2008年4月2日   |
| 第30話 | ライバル出現                 | 2008年4月9日   |
| 第31話 | 風雲急を告げる               | 2008年4月16日  |
| 第32話 | 一変                         | 2008年4月30日  |
| 第33話 | 目には目を                   | 2008年5月07日  |
| 第34話 | 最後の一撃                   | 2008年5月21日  |

## キャスト
| 役名                              | 俳優名                                 |
| --------------------------------- | -------------------------------------- |
| ドウ・ヤース （杜亞斯）           | 明道 （ミンダオ、183CLUB）             |
| ベイ・ローイ （貝若依）           | 曾之喬 （ジョアンヌ・ツァン、Sweety）  |
| リン・ユイチ （林爾奇）           | 王紹偉 （サム・ワン、5566/183CLUB）    |
| フェイ・ナンドゥ （費南度）       | 祝釩剛 （ジャッキー・チュウ、183CLUB） |
| シャオ・ジャミン （蕭哲明）       | 黃玉榮 （ホアン・ユーロン、183CLUB）   |
| チンコン （晴空）                 | 林孟瑾 （リン・モンジン）              |
| イエ・カラン （葉可嵐）           | 隋棠 （ソニア・スイ）                  |
| エマ （EMMA）                     | 孫藹暉 （スン・アイフイ）              |
| クァン・トントン （關瞳瞳）       | 小潔 （シャオジエ）                    |
| ローイの父 （貝永德）             | 趙舜 （ジャオ・シュン）                |
| シャンおばさん （香香姨）         | 呂曼茵 （リュー・マンイン）            |
| リーリャンおばあさん （麗蓮奶奶） | 譚艾珍 （タン・アイジェン）            |
| マンゴー （Mango）                | 可唯 （カー・ウェイ）                  |
| シャネル （CHANEL）               | 潘奕如 （パン・イールー）              |
| モーリ （MOLI）                   | 程伯仁 （チャン・ポーレン）            |
| チョウメイ （綢妹）               | 夏瞳 （シャー・トン）                  |
| シェンホン （旋風）               | 安藤聖峻                               |
| アンナ （Annabelle）              | 林美貞 （ラム・メイチン）              |

## スタッフ
- 監督 - 劉俊傑、陳銘章

## 主題歌
オープニングテーマ
- 『完美情人』

歌 - 183CLUB
エンディングテーマ
- 『甜蜜約定』

歌 - 183CLUB

## ソフトウェア

### DVD
販売元はイーネットフロンティア
- 「ラヴ スタイリスト 愛情魔髪師 DVD-BOX I」（2006年12月20日）
- 「ラヴ スタイリスト 愛情魔髪師 DVD-BOX II」（2007年2月2日）